# St. Remy-Chaussee Communal Cemetery
St. Remy-Chaussee Communal Cemetery is een Britse militaire begraafplaats gelegen in de Franse plaats Saint-Remy-Chaussee (Noorderdepartement). De begraafplaats wordt onderhouden door de Commonwealth War Graves Commission.
De begraafplaats telt 14 geïdentificeerde Gemenebest graven uit de Eerste Wereldoorlog.